# Google Arts & Culture
Google Arts & Culture és una plataforma en línia amb la qual es pot accedir a imatges d'alta resolució d'obres d'art que es troben en museus que participen en aquesta iniciativa. Aquest projecte va partir l'1 de febrer de 2011 per Google, en cooperació amb 17 museus internacionals, incloent la Tate Gallery, de Londres; el Metropolitan Museum of Art, de la ciutat de Nova York; i Uffizi, a Florència.
Aquesta plataforma permet els usuaris de fer un tomb virtual per les galeries dels museus, explorar-ne la informació física i contextual i compilar la seva pròpia col·leccó virtual. La característica "walk-through" del projecte utilitza la tecnologia Street View de Google. Cada museu participant selecciona una obra d'art per a poder ser capturada com una gigapixel image.
El 3 d'abril de 2012, Google anuncà una expansió major de l'Art Project amb 151 museus de 40 països. Actualment la plataforma té més de 32.000 obres d'art de 46 museus, aquesta expansió inclou obres d'institucions com Art Gallery of Ontario, la White House, l'Australian Rock Art Gallery a Griffith University, el Museu d'Art Islàmic de Doha, i el Hong Kong Museum of Art. L'Art Project actualment està disponible en 18 idiomes 